# Mussala-Gletscher
Der Mussala-Gletscher (bulgarisch ледник Мусала lednik Mussala) ist ein 3,7 km langer und 2 km breiter Gletscher im Südosten von Greenwich Island im Archipel der Südlichen Shetlandinseln. Er fließt nordöstlich des Vratsa Peak, östlich des zentralen Teils der Breznik Heights und südwestlich eines niedrigen Gebirgskamms an der Hardy Cove zur Bransfieldstraße, die er nördlich des Fort Point erreicht.
Die bulgarische Kommission für Antarktische Geographische Namen benannte ihn 2005 nach dem Berg Mussala im bulgarischen Rilagebirge.